# Kagepura, Malavalli
Kagepura là một làng thuộc tehsil Malavalli, huyện Mandya, bang Karnataka, Ấn Độ.